# Vol Propair 420
Vous lisez un « bon article » labellisé en 2021.
Le 18 juin 1998, un Fairchild Metroliner SA226 effectuant le vol Propair 420, entre Dorval au Québec et Peterborough en Ontario au Canada, subit un incendie peu de temps après son décollage. Les pilotes effectuent un atterrissage d'urgence à l'aéroport international Montréal-Mirabel, mais la chaleur intense de l'incendie provoque une défaillance structurelle de l'aile gauche lors de l'atterrissage et l'avion s'écrase, tuant les onze passagers et membres d'équipage à son bord.
L'enquête menée par le Bureau de la sécurité des transports du Canada (BST) révèle que les freins gauches de l'avion ont surchauffé pendant le décollage, provoquant à l'intérieur du logement du train d'atterrissage un incendie qui a détruit les systèmes d'avertissement, ce qui a empêché l'équipage de réaliser la gravité de la situation. Le feu s'est étendu à des conduites hydrauliques puis a progressé vers l'aile gauche.
À la suite de l'accident, le BST émet plusieurs recommandations, dont l'une à destination de la Federal Aviation Administration (FAA) concernant la formation des équipages et les manuels de vol et une autre qui préconise d'installer un système d'avertissement de surchauffe à l'intérieur des passages de roue de chaque Fairchild Metroliner.

## Avion et équipage
L'avion impliqué est un Fairchild Swearingen Metroliner SA226-TC, immatriculé C-GQAL (numéro de série TC-233) et construit en 1977. Il est propulsé par deux turbopropulseurs Garrett TPE331 et totalise 28 931 heures de vol au moment de l'accident. Il est acheté par Propair (en) en 1996 et « ne présentait aucune anomalie connue avant le vol ».
Le commandant de bord, Jean Provencher, âgé de 35 ans, commence sa carrière comme officier pilote de ligne sur le Fairchild Metroliner de novembre 1986 à mai 1996,. Il est ensuite commandant de bord et pilote vérificateur sur des types d'appareils similaires pour plusieurs transporteurs aériens. En mai 1996, il est embauché par Propair comme chef pilote de la compagnie. Il cumule un total de 6 515 heures de vol, dont 4 200 sur Fairchild Metroliner,.
Le copilote, Walter Stricker, également âgé de 35 ans, commence sa carrière de pilote en juin 1995,. En mars 1998, il est embauché par Propair, obtient son approbation de copilote le 9 mai de la même année et commence sa phase de formation et de vérification en ligne le 13 mai. Il cumule un total de 2 730 heures de vol, dont 93 sur Fairchild Metroliner,.
S'exprimant lors d'une conférence de presse, le président de la société Propair, Jean Pronovost, affirme que les deux pilotes étaient « très professionnels ». De plus, les deux membres de l'équipage semblaient frais et reposés avant le vol.

## Déroulement du vol
Le vol est affrété par General Electric pour transporter des travailleurs à ses installations de Lachine au Québec et Peterborough en Ontario. Le vol est effectué par Propair, une compagnie aérienne charter basée à Rouyn-Noranda, au Québec,. L'avion transporte neuf passagers, tous ingénieurs, qui travaillent en équipe à la conception de turbines hydroélectriques et qui empruntent ce vol régulièrement.
Le vol Propair 420 décolle de la piste 24 gauche l'aéroport de Dorval — maintenant aéroport international Pierre-Elliott-Trudeau de Montréal — le 18 juin 1998 à 7 h 1 HAE (heure avancée de l'Est), avec ses neuf passagers et les deux pilotes. Avant le départ, il y a de la brume avec des vents légers, un ciel couvert à 600 pieds (183 mètres) et une visibilité inférieure à 5 kilomètres. Pendant le décollage, l'avion a tendance à se diriger vers la gauche de l'axe de piste, et les pilotes doivent appuyer sur le palonnier droit pour maintenir l'axe. Deux minutes après le décollage, le vol est autorisé à monter à 16 000 pieds (4 875 mètres).
Les premiers signes d'un problème avec l'avion surviennent à 7 h 12, onze minutes après le décollage, lorsque des indications d'une défaillance du circuit hydraulique principal apparaissent, avec une chute de pression hydraulique. Les pilotes informent alors le contrôle aérien et décident de retourner à l'aéroport de Dorval, d'où ils ont décollé. Alors qu'ils sont en procédure de virage pour retourner vers l'aéroport, les pilotes remarquent que les commandes de vol ne semblent pas fonctionner normalement et des témoins d'alertes, notamment une indication de surchauffe de l'aile gauche, apparaissent.
À 7 h 13, l'équipage informe la tour de contrôle que l'avion a subi une chute de la pression hydraulique et demande l'autorisation de retourner à l'aéroport. Le contrôleur aérien autorise les pilotes à revenir et leur demande de descendre à 8 000 pieds (2 440 mètres) et de faire un virage à 180 degrés. À ce moment-là, l'équipage précise « qu'il n'y a pas d'urgence à bord pour le moment »,.
Environ trente secondes après la demande de retour du vol 420, des problèmes de contrôle commencent à se manifester. En effet, l'avion devient de plus en plus difficile à piloter et un indicateur d'avertissement montre qu'un problème de moteur se développe. Quelques dizaines de secondes plus tard, le système d'avertissement de surchauffe des ailes s'allume, mais avant que l'équipage n'ait effectué la check-list pour gérer une telle urgence, le témoin s'éteint. À 7 h 18 min 12 s, cinq minutes plus tard, « l'équipage coupe le moteur gauche qui semble en feu » et le commandant de bord prend le contrôle de l'avion peu après.
L'avion est très difficilement contrôlable par l'équipage et une force anormale sur l'aileron droit est nécessaire pour le maintenir sur le cap. La tour de contrôle suggère alors à l'équipage de se dérouter vers l'aéroport international Montréal-Mirabel, ce que les pilotes acceptent,. Pendant ce temps, l'incendie s'est intensifié et l'équipage peut maintenant voir le feu sortant de la tuyère du moteur. Les pilotes effectuent ensuite une check-list d'urgence et configurent l'avion pour l'atterrissage.
À 7 h 23 min 10 s, les pilotes déclarent au contrôleur aérien que le feu dans l'aile gauche s'est éteint. Cependant, moins de quatre minutes plus tard, ils annoncent que le feu a repris. L'avion devient encore plus difficile à contrôler en roulis et l'équipage doit utiliser le compensateur d'aileron au maximum pour garder l'avion stable. Vers 7 h 27, alors que le vol 420 est en courte finale sur la piste, le train d'atterrissage est déployé, « mais seulement deux des voyants lumineux [sur trois] confirmant que les roues du train sont sorties s'allument ».
Lorsque l'avion est près du seuil de piste, l'aile gauche, gravement endommagée, se brise,. L'avion pivote ensuite de 90 degrés sur son axe longitudinal (axe de roulis) et s'écrase sur le dos,. Du carburant se répand sur le fuselage de l'avion, qui s'enflamme immédiatement et glisse sur une distance de plus de 760 mètres. Il s'immobilise finalement sur le côté gauche de la piste 24 de l'aéroport international Montréal-Mirabel. Les deux pilotes et les neuf passagers à bord sont tués,,. Deux passagers ont initialement survécu à l'accident, mais décèdent des suites de leurs blessures.

## Enquête

### Réactions
Après l'accident, les véhicules d'urgence éteignent le feu « aussi vite qu'humainement possible », selon Ray Monette, directeur de l'aéroport Montreal-Mirabel, « mais trop tard pour sauver ceux à bord ». Bob Gillespie, président de General Electric Canada, déclare : « C'est quelque chose dont nous sommes tous profondément attristés dans l'entreprise [...]. Ce sera quelque chose dont nous devrons nous souvenir et vivre avec pendant très longtemps »,. Après avoir affirmé le professionnalisme de l'équipage, Jean Pronovost, le président de Propair, déclare que ces derniers « n'étaient pas seulement des employés, ils étaient des amis ». Le ministre des Transports du Canada, David Collenette, déclare que l'aéroport de Mirabel « a été le théâtre d'un exercice de simulation d'urgence deux semaines auparavant et que Transports Canada avait terminé [deux jours avant l'accident] une vérification approfondie de l'aéroport » et « les mesures d'urgence ont été jugées adéquates ».
Le premier ministre du Canada Jean Chrétien et le premier ministre du Québec Lucien Bouchard ont tous deux exprimé leurs condoléances aux familles des victimes.

### Données préliminaires
Quelques minutes avant l'accident, l'équipage du vol 420 signale un incendie à bord de l'avion. L'inspection des débris confirme que l'incendie s'est effectivement produit en plein vol. Le gendarme Gilles Deziel, qui a visité le lieu de l'accident, déclare que « les trois quarts de l'avion étaient tous brûlés et tout noir ». L'enregistreur phonique (CVR), d'une capacité d'enregistrement de trente minutes, est rapidement retrouvé dans les débris, mais l'avion « n'était pas équipé d'un enregistreur de données de vol (FDR), et il n'était pas tenu de l'être ». De plus, la plupart des pièces de l'appareil ont été récupérées par les enquêteurs. Le fuselage de l'avion s'est immobilisé sur le dos à plus de 670 mètres du seuil de piste, endroit où les premiers débris ont été récupérés.
Alors que le train d'atterrissage droit ainsi que le train avant ne présentent « pas de signe de surchauffe ou d'usure excessive », le rapport d'enquête du Bureau de la sécurité des transports du Canada (BST) indique que « le train d'atterrissage gauche s'est détaché de l'avion avant l'impact au sol, durant la séquence de dislocation. Le train d'atterrissage et les composants environnants montraient des signes de chaleur excessive. En effet, plusieurs morceaux d'aluminium fondu, provenant des composants du train d'atterrissage, ont été retrouvés sur les portes ou à proximité des portes du logement du train gauche ». L'examen des freins et du système de freinage a notamment révélé « des traces de décoloration uniforme » causés par la chaleur, indiquant que la température de l'ensemble a atteint plus de 600 °C pendant une période prolongée,,.

### Indications de surchauffe
Deux détecteurs de température sont présents dans le circuit d'alarme de chaque aile du Fairchild Metroliner. Dans le cas d'une température trop élevée, un voyant indiquant une surchauffe s'allume et reste allumé ou clignote, signalant par la même occasion l'aile concernée par le problème (L WING OVHT pour Left Wing Overheat ou R WING OVHT pour Right Wing Overheat). Dans une telle situation, la check-list d'urgence préconise de fermer un commutateur de prélèvement d'air et d'abaisser le train d'atterrissage. Cette dernière recommande également de couper le moteur si le voyant ne s'éteint pas après trois minutes, mais « ne fournit aucune explication ni mesure supplémentaire à prendre si le voyant s'éteint ». Toutefois, une note du manuel de vol de l'avion indique que « si le voyant s'éteint, on peut rentrer le train et continuer le vol avec le prélèvement de l'air fermé, du côté concerné. Si le voyant se rallume, il faut sortir le train de nouveau ». De plus, « le manuel de vol ne donne aucun autre indice important comme la possibilité d'un incendie dans le logement
de train ».
Les pilotes ont signalé des problèmes concernant la pression hydraulique, les commandes de vol et le moteur gauche. Le voyant de surchauffe de l'aile s'est allumé, mais trente secondes plus tard, il s'est éteint, sans que l'équipage n'ait commencé les procédures d'une quelconque check-list. Les pilotes ont ensuite eu des difficultés à contrôler l'avion. L'enquête a déterminé que « les ailerons se sont mis à mal répondre parce que la chaleur qui se dégageait de l'incendie a diminué la rigidité du longeron arrière de l'aile gauche, créant une flexion anormale de l'aile. La portance générée [...] étant modifiée, la flexion de l'aile a eu des répercussions sur le braquage des ailerons nécessaire pour garder la maîtrise de l'aéronef ». De plus, ce même longeron est la cause de la rupture de l'aile gauche juste avant l'atterrissage, ce dernier ayant cédé sous les effets de la chaleur extrême.
Concernant l'extinction du voyant de surchauffe de l'aile, les enquêteurs concluent qu'« il est fort probable que le voyant s'est éteint, non pas parce que le problème de surchauffe était réglé, mais plutôt parce que l'incendie [...] [a] détruit le circuit électrique du système d'avertissement ».

### Comportement des freins lors du décollage

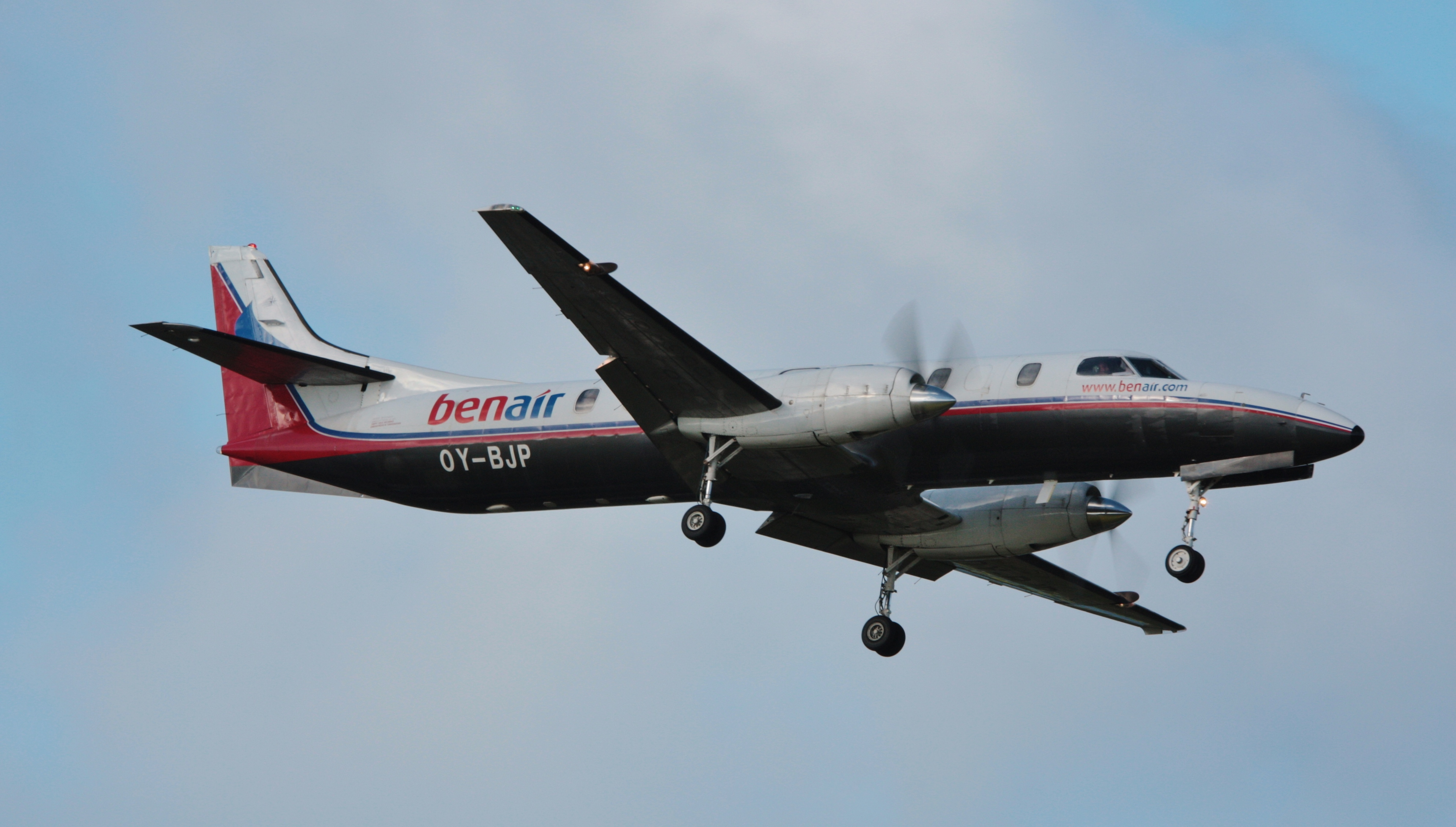
Sur le Fairchild Metroliner, le train d'atterrissage principal est situé directement en dessous de la nacelle du moteur. Ainsi, lorsque ce dernier a été rentré, le feu s'est propagé dans son logement et s'est ensuite étendu au fuselage et à l'aile.

Le rapport d'enquête du BST résume la source de l'incendie comme suit : « L'enquête a établi que les freins du train d'atterrissage gauche ont surchauffé durant la circulation au sol et le
décollage, ce qui a provoqué un incendie dans la nacelle après la rentrée du train d'atterrissage. L'incendie s'est propagé dans la structure de l'aile, qui s'est alors rompue durant l'approche finale ».
Les enquêteurs ont remarqué que durant la course au décollage, l'avion avait tendance à se diriger vers la gauche de l'axe de piste, et les pilotes devaient appuyer sur le palonnier droit pour le maintenir au centre de l'axe. Les performances de l'avion durant le décollage étaient également inhabituelles et il a été estimé « que la course au décollage avait été environ deux fois plus longue que celle calculée pour les conditions qui régnaient ». Ces indications concordent avec la présence d'une force de traînée sur les freins gauches, confirmé par leur examen. Les enquêteurs ont conclu que le frein gauche frottait sur la roue lors du décollage, mais « ces indices n'étaient pas suffisants pour que les pilotes interrompent le décollage » et « ni le fait que l'avion s'était déporté vers la gauche ni la longueur de la course au décollage n'a incité les pilotes à prendre d'autres mesures, et ils ont poursuivi le décollage ». Le rapport poursuit : « L'équipage ne semble pas s'être douté que les freins de gauche avaient frotté et surchauffé, [...] et le train d'atterrissage a été rentré immédiatement après le décollage. En procédant ainsi, l'ensemble roue et freins surchauffé a été rentré dans le logement de train où la chaleur s'est dissipée vers le pneu et les structures voisines, ce qui a fini par causer un incendie. L'avion n'était pas équipé d'un dispositif d'avertissement pour prévenir l'équipage en cas de surchauffe des freins ».

### Liquides hydrauliques
Des analyses des liquides hydrauliques de l'appareil ainsi que ceux d'autres appareils de la flotte de Propair et d'autres Fairchild Metroliner, ont montré que, dans de nombreux cas, plusieurs liquides hydrauliques étaient mélangés au sein d'un même système. Par exemple, le liquide de frein de l'avion impliqué dans l'accident contenait 34 % d'un autre liquide. Or, la contamination et le mélange dans un circuit hydraulique « a pour effet d'abaisser le point d'éclair du liquide mélangé ».
Différents tests ont été menés par les enquêteurs pour déterminer les points d'inflammabilité des différents liquides hydrauliques selon la présence d'une contamination ou non. En premier lieu, l'enquête permet de déterminer qu'« en se référant à la décoloration des disques de frein de l'avion accidenté et aux disques de frein d'un autre
appareil, il a été estimé que les disques avaient été exposés à des températures supérieures à 600 °C ». Les enquêteurs ont effectué des tests avec deux liquides hydrauliques, l'un n'étant pas contaminé et l'autre étant composé d'un mélange avec 34 % d'un autre liquide, comme celui prélevé dans l'avion accidenté. Les résultats démontrent une baisse de la température du point d'auto-inflammation avec le liquide hydraulique contaminé. En effet, avec le liquide « pur », celui-ci « s'enflamme lorsqu'il est versé sur une surface chauffée à des températures supérieures à 450 °C » tandis que le liquide contaminé « s'enflamme à une température plus basse (424 °C) et produit une flamme aussi puissante et aussi longue que celle observée lors du premier essai ».
Finalement, le rapport d'enquête du BST conclut : « L'enquête n'a pas permis d'établir la cause précise de la perte du circuit hydraulique principal. Toutefois, la
panne était sans nul doute reliée à l'incendie ou à l'intense chaleur qui régnait à l'intérieur du logement de train. La chaleur peut avoir causé la rupture de conduites hydrauliques ou endommagé des joints des
composants hydrauliques, au point de provoquer une perte de pression et de liquide hydrauliques ».

### Source de l'incendie
Les enquêteurs ont effectué des recherches sur la source d'inflammation de l'incendie et effectué plusieurs tests, L'analyse des différents débris retrouvés à proximité de l'avion, notamment du train d'atterrissage gauche, « a montré que la source de l'incendie provenait des deux ensembles de freinage gauches »,. Durant le décollage, le circuit de freinage gauche a frotté contre la roue, conduisant à des températures supérieures à 600 °C. Aucune anomalie n'a été détectée dans les composants du circuit de freinage qui expliquerait le maintien d'une pression dans le circuit.
Les enquêteurs ont découvert un bulletin d'information datant de février 1993, qui fournit des précisions concernant le frein de parc (Parking Brake) du Fairchild Metroliner. Cette note indique :

« Avant la circulation au sol ou le début de la course au décollage, il faut s'assurer que le frein de parc est complètement desserré. Le seul fait de régler le
sélecteur du frein de parc sur la position OFF n'est pas suffisant pour garantir le relâchement du frein. Comme le stipule le manuel de vol de l'avion, le circuit de freinage demande que l'on appuie sur les pédales de frein afin de desserrer complètement le frein de parc, car une certaine pression résiduelle peut demeurer dans le circuit même lorsque le sélecteur est réglé sur la position OFF. La circulation au sol et le décollage, alors que le frein de parc est partiellement serré, peuvent provoquer un ou tous les phénomènes suivants : 
– Augmentation de la puissance requise pour la circulation au sol ; 
– Course au décollage un peu ou beaucoup plus longue que la normale (parfois plus longue que la longueur de piste disponible) ; 
– Composants des freins chauds, brûlés ou grippés : danger d'incendie dans le
logement du train principal ; 
– Éclatement des pneus au décollage ou à l'atterrissage suivant ; 
– Fuite de liquide hydraulique surchauffé vers l'extérieur par l'orifice de mise à l'air libre situé près du logement du train avant. »

— Fairchild Engine & Airplane Corporation, Bulletin d'information, février 1993.
En raison du relatif manque de fiabilité du frein de parc, les pilotes du Fairchild Metroliner utilisent plutôt des cales pour bloquer les roues et empêcher l'avion de bouger lorsqu'il est à l'arrêt. Le rapport d'enquête indique que « les cales ont été utilisées lors du démarrage des moteurs le jour de l'accident, [mais] il n'a pas été possible de déterminer si le frein de parc a été utilisé par l'équipage entre la période qui a suivi le démarrage des moteurs et le décollage ». Des tests ont été effectués pour déterminer si une pression résiduelle dans le circuit de freinage, même faible et presque imperceptible pour l'équipage (50 psi ou livre-force par pouce carré, soit environ 3,45 bars), aurait pu causer un frottement et une surchauffe des freins pendant la course au décollage. Les résultats montrent que la température de l'ensemble des freins et du système de freinage peut rapidement grimper et qu'« une fois le train rentré, les freins chauffés se sont trouvés enfermés à proximité de diverses conduites (hydrauliques, d'air, de carburant et plusieurs autres) et de fils électriques ». 
À partir de là, la température n'a cessé d'augmenter de façon exponentielle, et avec une course au décollage de près de 1 870 mètres et une pression de 50 psi, l'ensemble du système de freinage et le disque de frein peuvent « générer des températures supérieures à 450 °C ». De plus, les joints de piston en caoutchouc nitrile, qui protègent le liquide hydraulique du circuit de freinage, commencent à se détériorer à des températures supérieures à 135 °C, ce qui peut provoquer une fuite du liquide dans l'un des ensembles de freinage. En conséquence, comme le point d'éclair d'un liquide hydraulique contaminé est inférieur à celui d'un liquide pur (environ 425 °C selon les tests réalisés avec un liquide similaire à celui de l'avion accidenté), « les pneus ont pris feu [et] la présence de flammes [...] [a causé] la défaillance du circuit hydraulique de l'aéronef ainsi que des dommages aux fils électriques et à l'ensemble des systèmes situés dans le logement de train. [...] Le frottement des freins a causé une
surchauffe et une fuite au niveau de l'un des joints de piston qui retiennent le liquide hydraulique des freins ».
L'équipage n'a jamais réalisé la gravité de l'incendie et lorsque le voyant de surchauffe de l'aile gauche s'est éteint, le problème semblait réglé, mais le feu continuait de faire rage. Ce dernier est devenu trop important et a commencé à dégrader l'intégrité structurelle de l'aile, empêchant les pilotes de contrôler l'avion. Par la suite, l'aile gauche s'est rompue, faisant pivoter l'avion de 90 degrés sur son axe longitudinal, conduisant à l'accident qui a tué tout le monde à bord.

### Conclusions et recommandations
Après trois années et dix mois d'enquête, le BST remet son rapport final :

« L'équipage de Propair a décollé sans savoir qu'une pression résiduelle demeurait dans le circuit de freinage
gauche pendant la circulation au sol et la course au décollage. Pendant [cette dernière], la chaleur
générée par le frottement du frein gauche partiellement serré a augmenté de façon exponentielle. Cette chaleur
extrême a causé la défaillance d'un joint du circuit de freinage, une fuite de liquide hydraulique sur des
composants chauds des freins et une combustion suivie d'un incendie dans le logement de train qui a [...] causé la défaillance de la structure de l'aile en vol. »

— Bureau de la sécurité des transports du Canada, Rapport d'enquête n° A98Q0087.
Les enquêteurs ont découvert que de nombreux incidents similaires s'étaient déjà produit sur des Fairchild Metroliner et « auraient pu avoir des conséquences aussi tragiques que celles du présent accident ». Ainsi, à la suite de l'accident et de la publication du rapport final, plusieurs recommandations de sécurité sont émises par le BST au Canada et le Conseil national de la sécurité des transports (NTSB) aux États-Unis, notamment sur la modification des manuels de vol pour qu'ils prennent en compte la possibilité d'une surchauffe des freins et la formation des équipages à une telle situation ; sur la détection plus efficace de la surchauffe sur le Fairchild Metroliner ; sur la modification du circuit de frein de parc, avec l'établissement de limites d'usure de frein et de jeu, de remplacement d'une conduite de carburant en caoutchouc par un dispositif métallique et de l'installation d'un blindage sur les conduites hydrauliques ; ou encore sur les dangers de mélanges des liquides hydrauliques,,. Ces recommandations ont été mises en place à la suite de l'accident par Transports Canada et la Federal Aviation Administration aux États-Unis,.

### Rapport final, Bureau de la sécurité des transports du Canada, 2002
1. 1 2 3 4  BST 2002, p. 4.
2. 1 2 3 4 5 6 7  BST 2002, p. 3.
3. 1 2 3 4 5 6 7 8 9 10 11 12 13 14 15 16 17 18 19 20 21  BST 2002, p. 1.
4. ↑  BST 2002, p. 21.
5. 1 2 3 4 5 6  BST 2002, p. 16.
6. ↑  BST 2002, p. 1-2.
7. ↑  BST 2002, p. 2.
8. 1 2 3  BST 2002, p. 25.
9. ↑  BST 2002, p. 23.
10. ↑  BST 2002, p. 24.
11. ↑  BST 2002, p. 23-24.
12. ↑  BST 2002, p. 7.
13. ↑  BST 2002, p. 14, 38.
14. 1 2  BST 2002, p. 17.
15. 1 2 3 4 5 6  BST 2002, p. 18.
16. ↑  BST 2002, p. 26.
17. ↑  BST 2002, p. 37.
18. 1 2 3 4  BST 2002, p. 35.
19. 1 2 3  BST 2002, p. 36.
20. 1 2  BST 2002, p. 29.
21. 1 2 3  BST 2002, p. 30.
22. 1 2 3  BST 2002, p. 38.
23. 1 2 3 4 5  BST 2002, p. 8.
24. 1 2 3 4  BST 2002, p. 39.
25. 1 2 3  BST 2002, p. 49.
26. 1 2 3  BST 2002, p. 41.
27. ↑  BST 2002, p. 43-46, 48.

### Autres sources
1. 1 2 3 4 5 6 7 8 9 10 11 12 13  (en) « Mirabel, QB Commuter Plane Crashes, June 1998 » [« Accident d'un avion régional à Mirabel, Québec, juin 1998 »], sur www.gendisasters.com, 19 juin 1998 (consulté le 19 décembre 2020).
2. ↑  (en) « 11 Are Killed in Montreal Plane Crash » [« 11 personnes tués dans un accident d'avion à Montréal »] [archive du 24 août 2017], sur www.washingtonpost.com, The Washington Post, 19 juin 1998 (consulté le 19 décembre 2020).
3. ↑  (en) David Evans, « Safety in Avionics: Clueless in the Cockpit: Part 1 » [« Sécurité en avionique : Sans idée du danger : Partie 1 »], sur www.aviationtoday.com, 1er août 2002 (consulté le 20 décembre 2020).
4. 1 2  (en) Reuters, « 11 Killed as Shuttle Flight Crashes in Montreal » [« 11 tués lors de l'accident d'un avion à Montréal »], sur www.nytimes.com, The New York Times, 19 juin 1998 (consulté le 19 décembre 2020).
5. ↑  (en) Linda Burton Ricks, « Final Report: Wing succumbed to fire » [« Rapport final : l'aile a succombé au feu »], sur www.ainonline.com, 21 avril 2008 (consulté le 20 décembre 2020).
6. ↑  (en) Brenda Branswel, « Commuter tragedy » [« Tragédie d'un avion régional »], sur archive.macleans.ca, 1er juillet 1998 (consulté le 20 décembre 2020).
7. 1 2 3  (en) Associated Press, « Plane Crash Kills 11 Near Montreal » [« Un accident d'avion fait 11 morts près de Montréal »], sur apnews.com, 18 juin 1998 (consulté le 20 décembre 2020).
8. ↑  (en) Brenda Branswell, « Montreal Crash Kills 11 » [« Un accident d'avion à Montreal tue 11 personnes »], sur www.thecanadianencyclopedia.ca, The Canadian Encyclopedia (consulté le 20 décembre 2020).
9. ↑  Josée Boileau, « Rapport du Bureau de sécurité des transports du Canada - L'accident de Mirabel aurait pu être évité », sur www.ledevoir.com, Le Devoir, 29 mai 2002 (consulté le 20 décembre 2020).
10. 1 2  TVA Nouvelles, « Propair : l'écrasement de l'avion a été causé par une surchauffe des freins », sur www.tvanouvelles.ca, 28 mai 2002 (consulté le 20 décembre 2020).
11. ↑  (en) Gordon A. Gilbert, « Wheel Brake Is Suspect In Fatal Metroliner Crash » [« Un frein de roue est suspecté dans un accident mortel du Metroliner »], sur aviationweek.com, Aviation Week, 1er août 1998 (consulté le 20 décembre 2020).
12. ↑  (en) Deseret News, « Caption only: Searching for clues to a deadly crash » [« Recherche d'indices sur un accident mortel »], sur deseret.com, 20 juin 1998 (consulté le 20 décembre 2020).
13. 1 2  Transports Canada, « Transports Canada prende acte des recommandations du BST relativenment à l'accident de Propair Airlines » (communiqué de presse n°H054/02), sur www.canada.ca, Gouvernement du Canada, 28 mai 2002 (consulté le 21 décembre 2020).
14. ↑  (en) Aviation Safety Network, « Accident description - Propair 420 », sur aviation-safety.net (consulté le 21 décembre 2020).
15. ↑  Bureau de la sécurité des transports du Canada, « Recommandation sur la sécurité du transport aérien A02-03 », sur www.bst.gc.ca, Gouvernement du Canada (consulté le 21 décembre 2020).